# Karel Kotas
Karel Kotas (20. ledna 1894 Olomučany – 24. dubna 1973 Praha) byl český architekt, žák architekta Jana Kotěry. Nejvíce jeho staveb lze najít v Ostravě, kde ve třicátých letech 20. století neměl konkurenci a většina významnějších architektonických zakázek směřovala k němu.

## Život
Absolvoval nejprve Státní průmyslovou školu v Brně (1913), potom v letech 1917–1718 studoval na vídeňské Akademii u Leopolda Bauera a v letech 1919–1921 na pražské Akademii výtvarných umění u Jana Kotěry. V letech 1922–1925 působil v Brně, v roce 1925 odešel i s rodinou do Ostravy. Zpočátku pracoval na městském stavebním úřadu, kde byl pověřen dozorem nad stavbou Nové radnice, která je největší magistrátní budovou v České republice. Tuto práci vykonával až do roku 1930.
V roce 1927 se zúčastnil soutěže na architektonický návrh Moravskoostravské spořitelny, jejíž součástí byla i městská knihovna na dnešním Benešově náměstí. Do soutěže přihlásil dva návrhy. Jedním byl návrh čistě funkcionalistické stavby, která sklidila úspěch u odborníků, ale nebyla realizována, neboť nepřesvědčila konzervativní zadavatele. Svůj druhý návrh koncipoval daleko „tradičněji“ ve stylu, ve kterém lze vypozorovat ještě vliv jeho učitele Kotěry. Tento druhý návrh zvítězil a v roce 1928 byla zahájena výstavba.
Již v této době dostal Kotas další zakázku na projekt nového obchodního domu Brouk a Babka, když se firma rozhodla otevřít ve třetím největším městě tehdejšího Československa svou pobočku. Pětipodlažní železobetonová budova je již navržena zcela ve funkcionalistickém stylu s otevřenou vnitřní dvoranou prosvětlenou střešním světlíkem (prvek, který uplatnil také v předcházející stavbě spořitelny), avšak přesto se nepodařilo plně dosáhnout dojmu funkcionalistické lehkosti a „průsvitnosti“, jaký vyzařoval nerealizovaný návrh Moravskoostravské spořitelny. Důvody byly ryze praktické a lze v nich vysledovat tlak vnějších okolností i zadavatelů, kterým se musel přizpůsobovat (materiál fasády, okenní pásy, výška budovy, aj.).
Karel Kotas odešel z Ostravy v roce 1932 (důvody jeho odchodu nejsou jasné); ještě se několika projekty vracel, ale dále působil v Teplicích nad Bečvou, v Rožnově pod Radhoštěm, v Brně a Praze. Mimo Moravu se mu již nepodařilo realizovat významnější stavby.

## Dílo

### Z jeho dalších ostravských projektů
- Obchodní a obytný dům italské pojišťovny Riunione Adriatica di Sicurtà na Zámecké ulici (1927)
- Domy Dělnické záložny na Veleslavínově ulici (1930)
- Oční pavilon městské nemocnice (1930)
- Kostel metodistů u městské nemocnice (1931)
- Budova Melantrichu (1932)
- Budova generálního ředitelství Severní dráhy Ferdinandovy na Prokešově náměstí (1939)

### Stavby realizované mimo Ostravu
- Budova lázeňského domu v Teplicích nad Bečvou (1931)
- Budova Riunione Adriatica di Sicurtà v Brně (1938)

## Fotografie

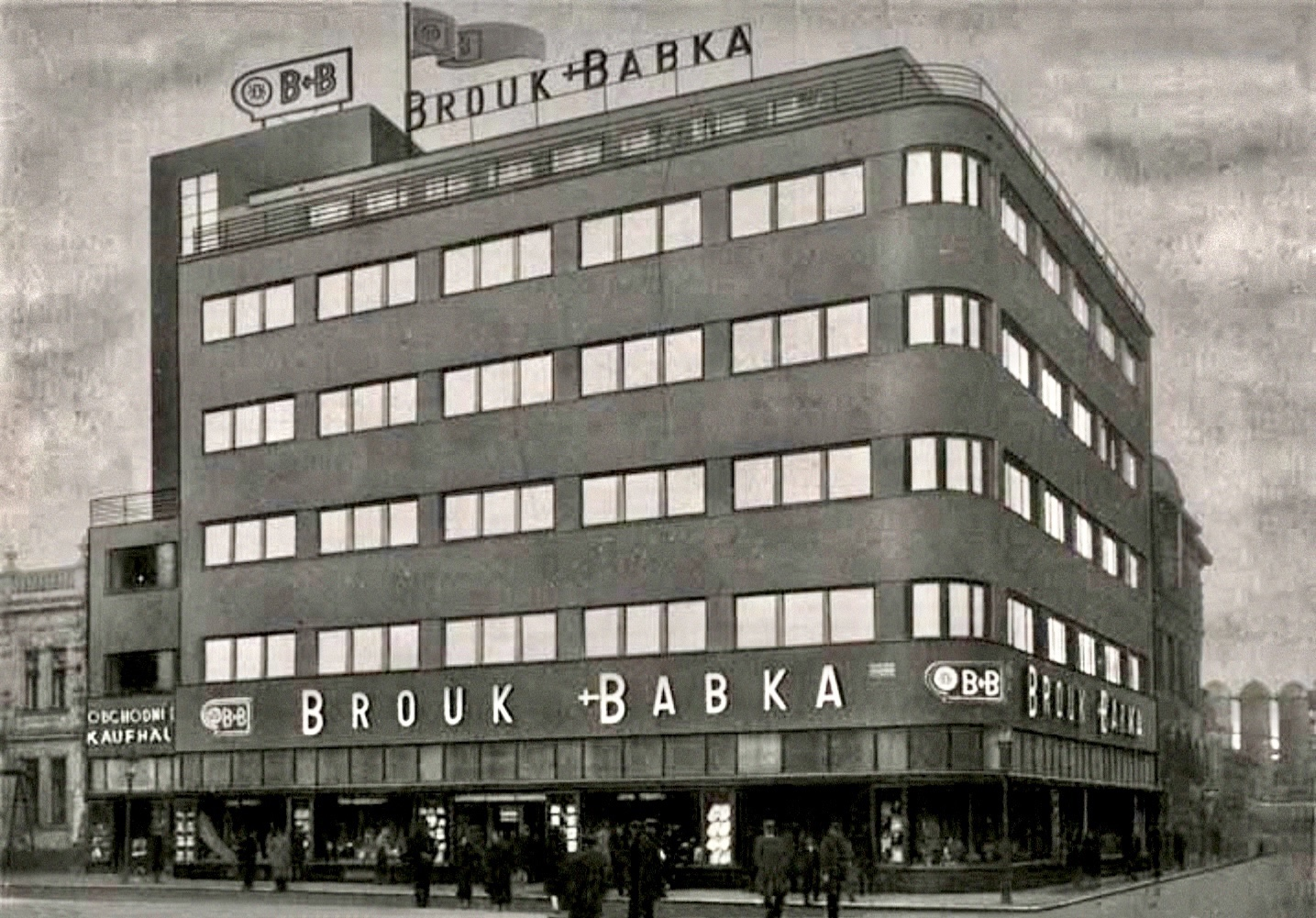
Obchodní dům Brouk a Babka v Moravské Ostravě v roce 1928
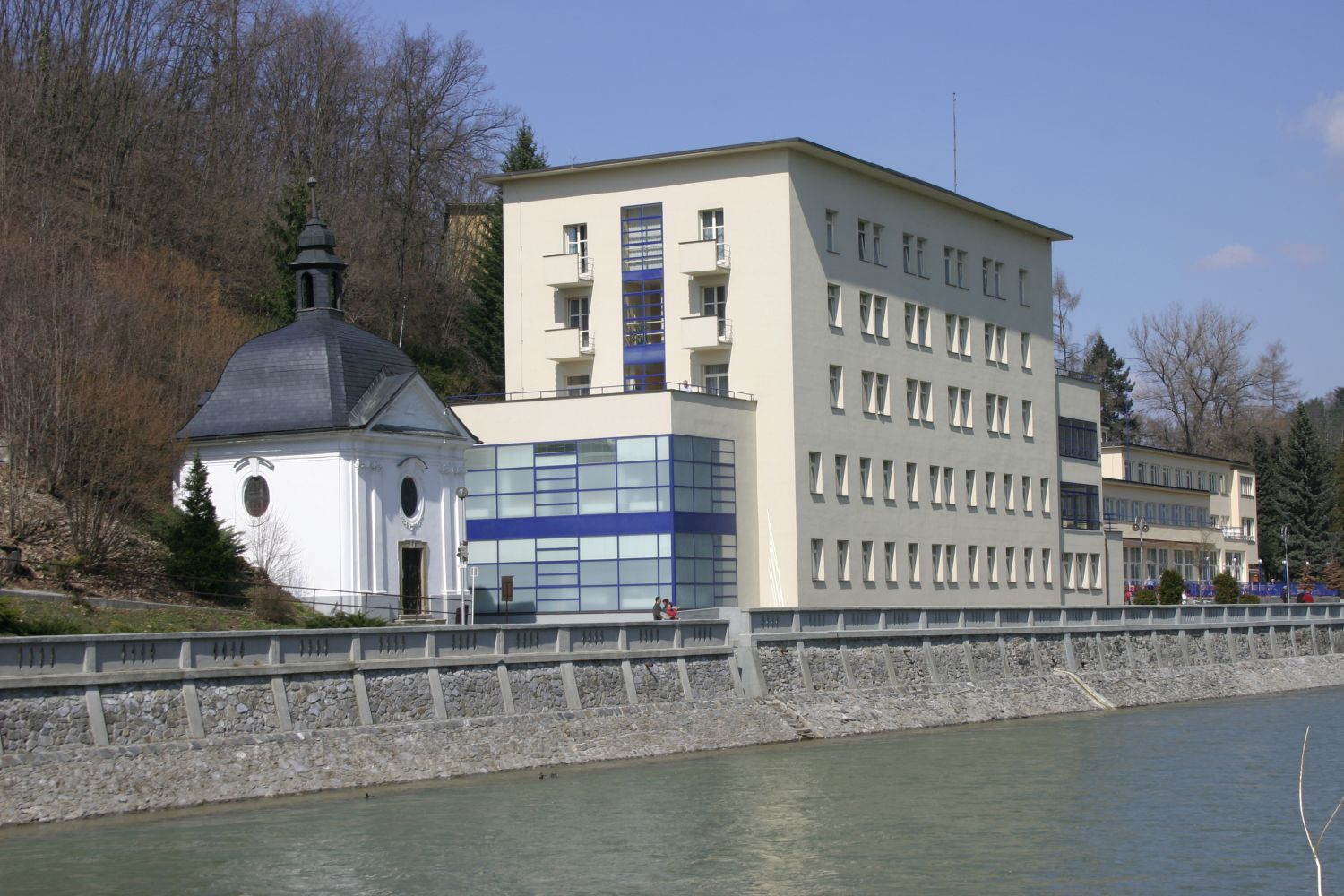
Hotel Bečva v Teplicích nad Bečvou
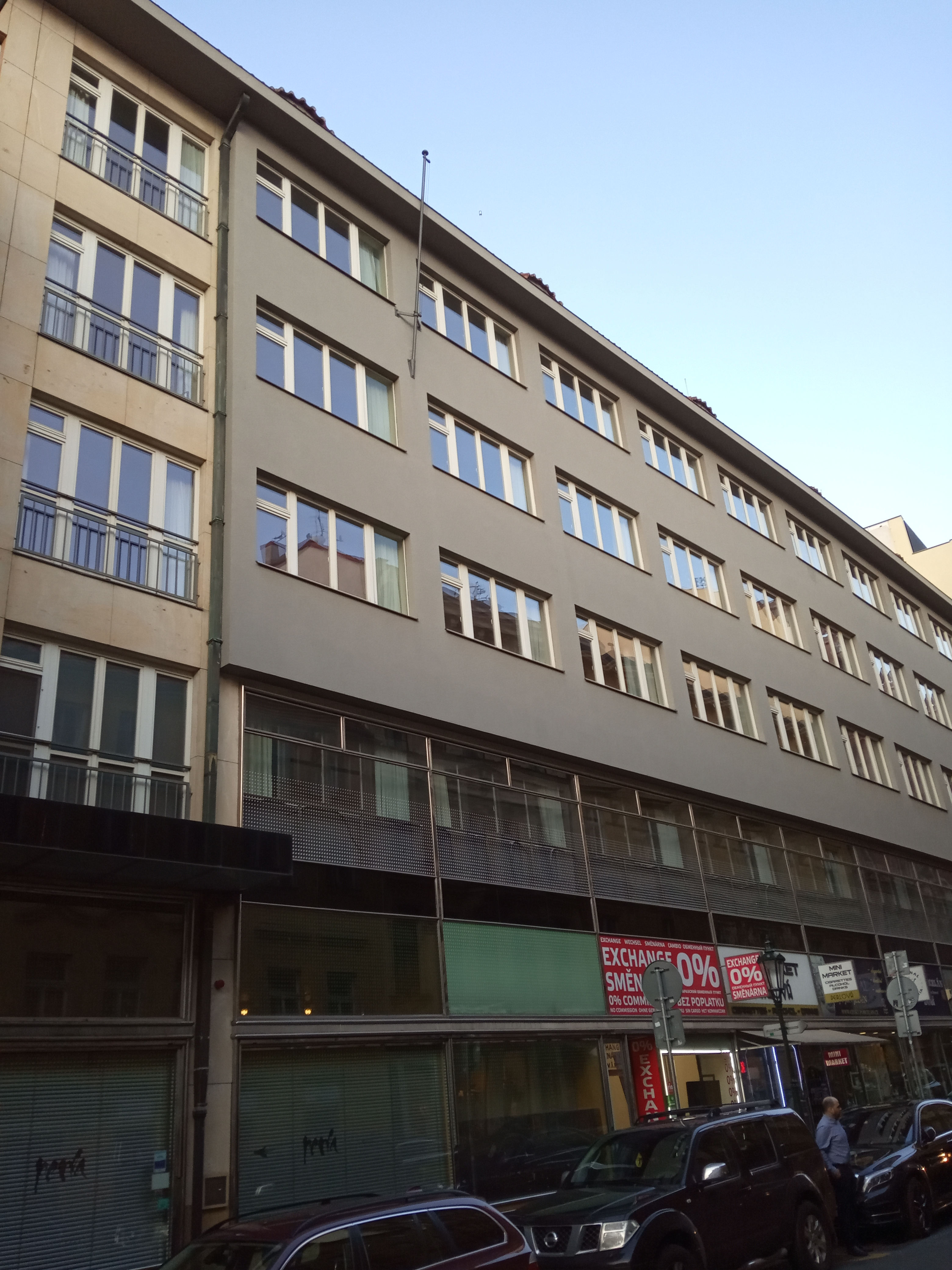
Obchodní dům v Perlové ulici v Praze